# Ormetica sphingiformis
Ormetica sphingiformis là một loài bướm đêm thuộc phân họ Arctiinae, họ Erebidae.